# Каскавулш (гора)
Каскавулш (англ. Kaskawulsh) — горная вершина высотой 2969 метров (9741 фут) в горах Святого Ильи, в национальном парке Клуэйн, Юкон, Канада. Окруженная со всех сторон льдом, гора расположена в выемке, где главный рукав ледника Каскавулш сливается с его южным рукавом. Ледник Лестничный лежит на западе, а ледник Атрипа — на юге от горы. Гора не видна ни с одной дороги, но её можно увидеть с самолёта или взобравшись на вершину Смотровой горы, которая находится в начале долины реки Слимс. Ближайший более высокий пик-GJ43, расположенный в 3,8 км (2,4 мили) к западу.

## История
Исконно американское название Каскавулш было дано реке к северу от залива Якутат в 1890 году, когда она была впервые описана британским исследователем Эдвардом Глэйвом как Kaska Wurlch. Сегодня традиционное название Kaska Wurlch относится к реке Алсек. Современная река Каскавулш теперь является притоком реки Алсек. Название горы было официально принято в 1981 году Советом по географическим названиям Канады.

## Климат
Основываясь на классификации климата Кёппена, гора Каскавулш расположена в зоне полярного климата с холодной, снежной зимой и мягким летом